# Buffles du Borgou Football Club
El Buffles du Borgou FC es un equipo de fútbol de Benín que juega en la Premier League de Benín, la liga de fútbol más importante del país.

## Historia
Fue fundado en el año 1976 en la ciudad de Parakou y ha ganado la liga premier en 5 ocasiones y la copa nacional en otras 4 oportunidades.
A nivel internacional ha participado en 7 torneos continentales, de donde en 1 de ellos se retiró, mientras que su mejor participación fue en la Recopa Africana 1983, donde fue eliminado en la primera ronda.

## Palmarés
- Premier League de Benín: 4

1980, 1992, 2014, 2017, 2018/19
- Copa de Benín: 4

1979, 1982, 2001, 2021

## Participación en competiciones de la CAF
| Temporada | Torneo                            | Ronda      | Club              | Casa  | Visita | Global |
| --------- | --------------------------------- | ---------- | ----------------- | ----- | ------ | ------ |
| 1980      | Recopa Africana                   | 1          | OC Agaza          | 1-2   | 3-5    | 4-7    |
| 1983      | Recopa Africana                   | 1          | ASEC Mimosas      | 2-1   | 1-4    | 3-5    |
| 1993      | Copa Africana de Clubes Campeones | Preliminar | Primero de Agosto | w.o.1 | w.o.1  | w.o.1  |
| 2015      | Liga de Campeones de la CAF       | Preliminar | Enyimba FC        | 0-1   | 0-3    | 0-4    |
| 2018      | Liga de Campeones de la CAF       | Preliminar | ASEC Mimosas      | 1-1   | 2-3    | 3-4    |
| 2019/20   | Liga de Campeones de la CAF       | Preliminar | ASC Kara          | 1-1   | 0-1    | 0-1    |
| 2020/21   | Liga de Campeones de la CAF       | Preliminar | MC Alger          | 1-1   | 1-5    | 2-6    |
| 2021/22   | Copa Confederación de la CAF      | 1          | FAR Rabat         | 0-0   | 1-3    | 1-3    |
| 2022/23   | Copa Confederación de la CAF      | 1          | FC Kallon         | 0-1   | 0-3    | 0-4    |

1- Buffles du Borgou abandonó el torneo.

## Entrenadores destacados
- Mohamed Abdoulaye